# Британский комитет по антарктическим названиям
Британский комитет по географическим названиям Антарктики (англ. UK Antarctic Place-Names Committee, UK-APC) — подразделение Форин-офиса (Министерства иностранных дел и по делам Содружества) Великобритании, которое отвечает за выработку рекомендаций по географическим названиям объектов, расположенных в пределах Британской антарктической территории (BAT), а также Южной Георгии и Южных Сандвичевых островов (SGSSI). Эти названия затем официально утверждаются комиссарами BAT и SGSSI соответственно и публикуются в BAT Gazetteer и SGSSI Gazetteer, издаваемых Комитетом. Названия BAT также публикуются в Composite Gazetteer of Antarctica, издаваемом Научным комитетом по изучению Антарктики.
UK-APC может также рассматривать предложения о новых географических названиях географических объектов в районах Антарктики за пределами Британской антарктической территории и Южной Георгии и Южных Сандвичевых островов, которые передаются другим органам по присвоению названий в Антарктике, а также самостоятельно принимать решения по наименованию объектов, расположенных в невостребованном секторе Антарктики.